# Pelzig hält sich
Pelzig hält sich war eine deutsche satirische Talksendung des ZDF. In dieser empfing der Kabarettist Frank-Markus Barwasser in seiner Rolle als Erwin Pelzig prominente Gäste.

## Konzept
Das Konzept lehnte sich an Barwassers Sendung Aufgemerkt! Pelzig unterhält sich an, die er von 1998 bis zu seinem vertraglichen Wechsel zum ZDF Ende 2010 für das Bayerische Fernsehen produzierte. Nach seinem Wechsel zu der ZDF-Politsatire Neues aus der Anstalt verlängerte der Bayerische Rundfunk seinen Vertrag nicht, so dass er das Angebot vom ZDF für seine regional eingefärbte Late-Night-Show annahm. Barwasser selber sagte zum Konzept der Sendung: „Es ist ein Senderwechsel, kein Formatwechsel“, kündigte jedoch einige kleinere Veränderungen an. Im Jahr 2011 wurden sieben Ausgaben gesendet.
Neben den Gesprächen mit prominenten Gästen trat Pelzigs Patenstudentin Clara S. in unregelmäßigen Abständen auf. Sie war erstmals in der Sendung vom 12. April 2011 zu Gast.
Pro Jahr wurden zunächst sieben und in den beiden letzten Jahren acht Folgen gesendet. Eine Wiederholung fand am darauffolgenden Sonntag und Montag bei ZDFkultur statt. Im Oktober 2015 gab Pelzig das Ende seiner Sendung zum Jahresende bekannt, um sich „neuen Ideen und Projekten zuzuwenden“. Die letzte Folge wurde am 1. Dezember 2015 ausgestrahlt.

## Produktion
Die Sendung wurde durch die Münchner Firma RedSpider Networks in den ARRI-Studios München produziert, in denen auch Neues aus der Anstalt bzw. später Die Anstalt hergestellt wurden.

## Rezeption

### Einschaltquoten
Die Premierensendung von Pelzig hält sich wurde von 2,80 Millionen Zuschauern verfolgt. Damit konnte das ZDF einen Marktanteil von 12,6 % erreichen. In der Gruppe der 14- bis 49-Jährigen sahen 500.000 Zuschauer zu, was einem relativ schwachen Marktanteil von 5,2 % entsprach.

### Kritik
Jan Schlüter verfasste für die Internetseite Quotenmeter.de eine Kritik zur ersten Sendung, in der er Pelzig hält sich als „kurzweilig und unterhaltsam“ bewertete. Die „Stand-Up-Passagen“, mit denen Pelzig die Sendung beginnt und die Übergänge zwischen den Gästen gestaltet, bezeichnet der Redakteur als „wahre Highlights“. Dagegen fehlten den Gesprächen komödiantische Elemente. Das interessanteste Gespräch entwickelte sich aus Sicht von Schlüter mit dem Politiker Rezzo Schlauch. Für die weiteren Ausgaben der Sendung sieht der Redakteur leichten „Steigerungsbedarf“.

### Auszeichnungen
2011 wurde Pelzig hält sich in der Kategorie Beste Late-Night-Show mit dem Deutschen Comedypreis ausgezeichnet.
2013 wurde Pelzig hält sich in der Kategorie Fernsehunterhaltung von der Deutschen Akademie für Fernsehen ausgezeichnet.

## Episodenliste
| Ausgabe | Erstausstrahlung  | Gäste                                                             |
| ------- | ----------------- | ----------------------------------------------------------------- |
| 01      | 15. Februar 2011  | Rezzo Schlauch, Christiane Stenger, Gunther Moll und Ralph Dawirs |
| 02      | 12. April 2011    | Hans-Olaf Henkel, Gerd Bosbach und Judith Holofernes              |
| 03      | 24. Mai 2011      | Hannelore Kraft, Juli Zeh und Pegah Ferydoni                      |
| 04      | 21. Juni 2011     | Alexander Dobrindt, Heiner Brand und Wolfgang Niedecken           |
| 05      | 4. Oktober 2011   | Sebastian Nerz, Rainer Brüderle und Julia Klöckner                |
| 06      | 1. November 2011  | Günther Beckstein, Tim Bendzko und Jürgen Trittin                 |
| 07      | 29. November 2011 | Gloria von Thurn und Taxis, Michael Sommer und Sawsan Chebli      |

| Ausgabe | Erstausstrahlung   | Gäste                                                               |
| ------- | ------------------ | ------------------------------------------------------------------- |
| 08      | 14. Februar 2012   | Sabine Leutheusser-Schnarrenberger, Matthias Horx und Frank Bsirske |
| 09      | 13. März 2012      | David McAllister, Jan Hofer und Kim-Anne Jannes                     |
| 10      | 15. Mai 2012       | Magdalena Neuner, Oliver Kahn und Gregor Gysi                       |
| 11      | 3. Juli 2012       | Claudia Roth, Frauke Ludowig und Harald Lesch                       |
| 12      | 18. September 2012 | Kurt Beck, Philipp Riederle und Thea Dorn                           |
| 13      | 23. Oktober 2012   | Michael Glos, Manfred Lütz und Stefanie Kloß und Andreas Nowak      |
| 14      | 4. Dezember 2012   | Mojib Latif, Fritz Kuhn und Roger Willemsen                         |

| Ausgabe | Erstausstrahlung   | Gäste                                                           |
| ------- | ------------------ | --------------------------------------------------------------- |
| 15      | 12. Februar 2013   | Wolfgang Kubicki, Christian Ude und Christoph Kuch              |
| 16      | 12. März 2013      | Sahra Wagenknecht, Katrin Bauerfeind und Claudia Kemfert        |
| 17      | 14. Mai 2013       | Gerald Asamoah, Heiko Maas und Frank Wehrheim                   |
| 18      | 17. September 2013 | Sportfreunde Stiller, Wolfgang Herles und Georg Schramm         |
| 19      | 15. Oktober 2013   | Dorothee Bär, Ralf Stegner, Ilija Trojanow und Sina Trinkwalder |
| 20      | 12. November 2013  | Dietmar Bartsch, Michael Spreng und Ina Müller                  |
| 21      | 3. Dezember 2013   | Malu Dreyer, Hugo Egon Balder und Utz Claassen                  |

| Ausgabe | Erstausstrahlung  | Gäste                                                              |
| ------- | ----------------- | ------------------------------------------------------------------ |
| 22      | 11. Februar 2014  | Peter Bofinger, Mojtaba Sadinam, Masoud Sadinam und Marcel Reif    |
| 23      | 18. März 2014     | Roger Willemsen, Winfried Kretschmann und Oliver Kalkofe           |
| 24      | 8. April 2014     | Armin Laschet, Ulrike Döpfner, Verena Bentele und Andreas Englisch |
| 25      | 20. Mai 2014      | Uwe Hück, Nia Künzer, Simon McDonald und Sarah Wiener              |
| 26      | 9. September 2014 | Christian Flisek, Adel Tawil und Frank Buschmann                   |
| 27      | 7. Oktober 2014   | Stephan Weil und Aiman Mazyek                                      |
| 28      | 4. November 2014  | Anton Hofreiter, Klaas Heufer-Umlauf und Roland Kaiser             |
| 29      | 2. Dezember 2014  | Ildikó von Kürthy, Hella von Sinnen und Petra Pau                  |

| Ausgabe | Erstausstrahlung  | Gäste                                                             |
| ------- | ----------------- | ----------------------------------------------------------------- |
| 30      | 3. März 2015      | Gerd Müller, Christine Urspruch und Mo Asumang                    |
| 31      | 14. April 2015    | Regina Halmich, Anselm Bilgri und Max Otte                        |
| 32      | 2. Juni 2015      | Katrin Göring-Eckardt, Thomas Hermanns und Howard Carpendale      |
| 33      | 14. Juli 2015     | Yasmin Fahimi, Walter Adam, Thilo Bode und Constantin Schreiber   |
| 34      | 8. September 2015 | Katja Kipping, Reiner Haseloff und Harald Welzer                  |
| 35      | 6. Oktober 2015   | Jürgen Todenhöfer, Lencke Wischhusen und Jörg Kachelmann          |
| 36      | 3. November 2015  | Christian Schmidt, Henriette Hell und Harald Lesch                |
| 37      | 1. Dezember 2015  | Gregor Gysi, Wolfgang und Helene Beltracchi sowie Borwin Bandelow |